# Costilla County
Costilla County je okres ve státě Colorado v USA. K roku 2000 zde žilo 3 663 obyvatel. Správním městem okresu je San Luis. Celková rozloha okresu činí 3 187 km².